# ハリケーン (バンド)
ハリケーン (Hurricane)は、1980年代に結成されたアメリカ合衆国のヘヴィメタル・バンド。1985年にデビューアルバムをリリースした際のオリジナル・メンバーは、のちにフォリナーのボーカリストとして活躍するケリー・ハンセン、クワイエット・ライオットのベーシストとして知られるルディ・サーゾの弟ロバート・サーゾ（ギター）、同じくクワイエット・ライオットのギタリストとして知られるカルロス・カヴァーゾの弟で、自らも同バンドに一時期在籍していたトニー・カヴァーゾ（ベース）、のちにはエイジアなどに参加するジェイ・シェレン（ドラムス）の4人。
1988年にリリースした代表作『オーバー・ジ・エッジ』からシングルカットされた「I'm on to You」は全米ヒットチャートの33位まで上り詰めた。

## 来歴
クワイエット・ライオットのボーカリストであるケヴィン・ダブロウが、ロバート・サーゾとトニー・カヴァーゾを引き合わせたのは1980年代前半のことだった。バンドを組むことを決めると、サーゾとカヴァーゾはシンガーのケリー・ハンセン、ドラマーのジェイ・シェレン、そしてギタリストのマイケル・ガイを加入させる。当初はレコード会社の注目をほとんど浴びなかったため、彼らはデビュー・アルバム『TAKE WHAT YOU WANT』を自主リリースし、ツアーを行うことでメジャーレーベルとの契約にこぎつけた。

### 人気上昇
1986年から1987年にかけて、バンドはストライパーのアルバム『トゥ・ヘル・ウィズ・ザ・デヴィル』に伴うツアーのオープニングアクトに起用された。その後すぐにストライパーと同じエニグマ・レコードと契約を結び、1987年にはゲイリー・ムーアの全米ツアーのオープニングアクトも務めた。
1988年にはメジャー・デビュー作となるアルバム『オーバー・ジ・エッジ』をリリース、パワフルでいてメロディックなサウンドを持った同作は、Billboard 200アルバムチャートの92位まで食い込んだ。このアルバムではアリス・クーパーのカバー曲である「I'm Eighteen」が注目されたほか、ジェフ・ジョーンズが作曲しバンド史上最も成功したヒット曲となった「I'm On to You」、そしてタイトルトラックの「オーバー・ジ・エッジ」の2曲がシングルカットされた。
1989年に、サーゾが脱退し、元ライオンのダグ・アルドリッチが加入した。このラインナップでは1990年にアルバム『スレイヴ・トゥ・ザ・スリル』をリリースしている。米音楽情報サイトのオールミュージックは同作をバンドの最も注目された作品としているが、商業的には前作と比べ物にはならなかった。しかしながら、同作および関連楽曲が商業的に成功していないことは当時の音楽を取り巻く情勢の変化も関係していることに注目しておかなければならない。実際のところ、『オーバー・ジ・エッジ』と『スレイヴ・トゥ・ザ・スリル』のどちらを最も代表的な作品と位置付けるかは、ハリケーン・ファンの間では激しく議論されつづけている議題である。同作の発表ののち、時を置かずして、アルドリッチはハウス・オブ・ローズに移籍した。残されたメンバーもまもなく、当時隆盛しつつあったグランジ・ロックの猛攻によって崩壊を余儀なくされた。

### その後
1990年代シェレンはアンルーリー・チャイルドとサークル・オブ・サイレンスの2つのバンドのレコーディングと広範なツアーで忙しい状況にあり、一方ハンセンも相当数のセッションワークスをこなしていた。シェレンはハンセンにアンルーリー・チャイルドの2ndの制作のサポートを打診し、その後すぐに彼らはハリケーンを再結成することで合意した。イギリス生まれのブルースギタリストのショーン・マニング（ケヴィン・ダブロウのギタリストだったこともある）とベーシストのラリー・アントニオを加え、2001年にアルバム『リキフリー』を発表した。このアルバムではギタリストのカルロス・ヴィラロボス(en)とランドール・ストロームが1曲にゲスト参加している。
1990年代後半にはシェレンは継続的なコラボレーション企画であるワールド・トレイドを開始したほか、イエスのクリス・スクワイアによるプロジェクトであるコンスピラシー、ビリー・シャーウッドのサーカなどで活躍していく。2005年にはジェフ・ダウンズとジョン・ペイン主導下にあったエイジアに加入し、後にエイジアがオリジナル・メンバーでの再結成を果たすと、ペインとシェレン、ギタリストのガスリー・ゴーヴァンによる「エイジア・フィーチュアリング・ジョン・ペイン」として活動していく。
ハンセンはフォリナーに加入し、バンドのフロントマンとして順調にキャリアを積み上げていく。
アルドリッチは元ライオンのバンドメイトであるボーカリストのカル・スワンとともにバッド・ムーン・ライジングを結成し活動したのち、ディオやホワイトスネイクでの活動で名声を轟かせるようになる。
マニングは同じく米国で活動する3人のイギリス人ミュージシャンとともに「The Exiles」を結成する。他のメンバーはボーナムのポール・ラファーティ、ベーシストのポール・スタンレー（※キッスのギタリストとは同名異人）とドラマーのテリー・マスコールであった。このバンドは1990年代中盤に空中分解するが、遺されたデモ音源の一部はパット・ベネターのギタリストであったニール・ジラルドの共同プロデュースで1996年にショーン・マニング＆ポール・ラファーティ名義のアルバム『The Exiles』(発売元:Indivision/SDM)として日の目を見ることとなる。このアルバムにはジラルドのほか、長きにわたりベネターのドラマーを務めていたマイロン・グランバチャー（日本のバンドKIX-Sのツアードラマーを務めたこともある）や、元アンスラックスのグレッグ・ダンジェロ、リチャード・ベイカーらの録音も加えられている。
2010年にオリジナル・メンバーのロバート・サーゾとトニー・カヴァーゾは、シンガーのアンドリュー・フリーマンとドラマーのマイク・ハンセンを加入させ、2011年にはツアーを実施するとともにアルバムをリリースすると発表した。（実際にはアルバムは2016年現在発売されていない）
2013年にはサーゾがジェフ・テイト主導下のクイーンズライク（分裂騒動に関してはクイーンズライク#ジェフ・テイトとクイーンズライクの分裂 (2012年-2014年)も参照）のギタリストとして参加し、翌年にはサーゾがクイーンズライクとハリケーンの両方でプレイするジョイントツアーを行った。

## メンバー
| 現在のメンバー - ロバート・サーゾ (Robert Sarzo) - リード・ギター、バック・ボーカル (1985年–1989年、2010年–現在) - トニー・カヴァーゾ (Tony Cavazo) - ベース、バック・ボーカル (1985年–1991年、2010年–現在) - マイク・ハンセン (Mike Hansen) - ドラム (2010年–現在) - マイケル・オマーラ (Michael O'Mara) - リード・ボーカル (2016年–現在) | 旧メンバー - ケリー・ハンセン (Kelly Hansen) - リード・ボーカル、リズム・ギター、キーボード (1985年–1991年、2000年-2003年) - ジェイ・シェレン (Jay Schellen) - ドラム、パーカッション、バック・ボーカル (1985年–1991年、2000年–2003年) - マイケル・ガイ (Michael Guy) - リード・ギター、バック・ボーカル (1985年) - ダグ・アルドリッチ (Doug Aldrich) - リード・ギター、バック・ボーカル (1989年–1991年) - ラリー・アントニオ (Larry Antonino) - ベース、バック・ボーカル (2000年–2003年) - ショーン・マニング (Sean Manning) - リード・ギター、バック・ボーカル (2000年–2003年) - アンドリュー・フリーマン (Andrew Freeman) - リード・ボーカル、リズム・ギター (2010年–2012年) - ジェイソン・エイムズ (Jason Ames) - リード・ボーカル (2014年–2015年) |

## ディスコグラフィ

### アルバム
- 『TAKE WHAT YOU WANT』 - Take What You Want (1985年)
- 『オーバー・ジ・エッジ』 - Over the Edge (1988年)
- 『スレイヴ・トゥ・ザ・スリル』 - Slave to the Thrill (1990年)
- 『リキフリー』 - Liquifury (2001年)

### シングル
- 「オーバー・ジ・エッジ」 - "Over The Edge" (1988年)
- "I'm On To You" (1988年)
- "Next To You" (1990年)
- "Dance Little Sister" (1990年)